# Baptysja

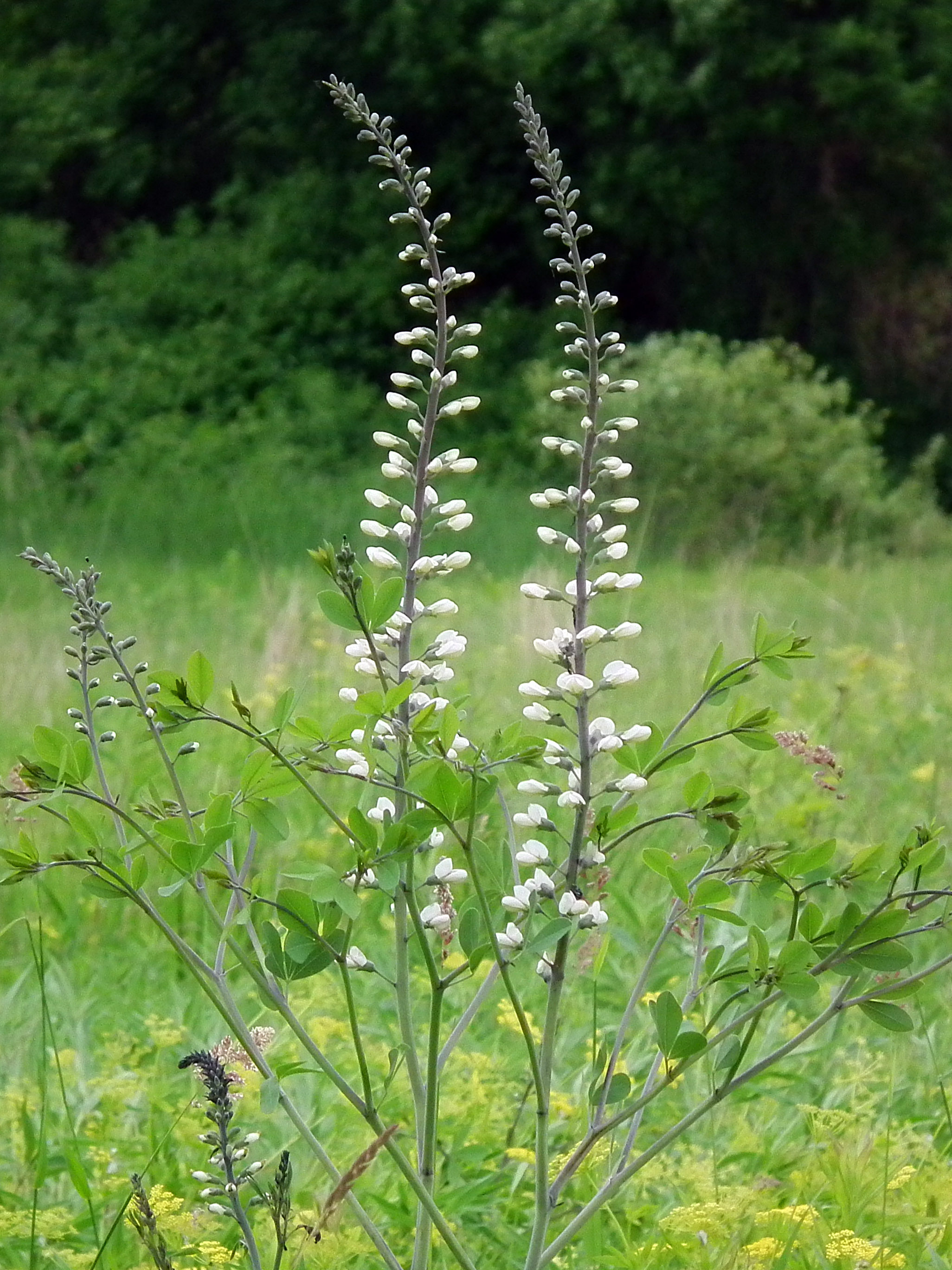
Baptisia alba

Baptysja, bratwa (Baptisia Vent.) – rodzaj roślin z rodziny bobowatych. Obejmuje 18 gatunków. Rośliny te występują we wschodniej Kanadzie oraz wschodniej i środkowej części Stanów Zjednoczonych. Rosną na obszarach pod wpływem klimatu umiarkowanego kontynentalnego i ciepłego, w prerii i widnych lasach, w miejscach wilgotnych, nad strumieniami i suchych – na piaskach i terenach skalistych.
Baptysje uprawiane są jako ozdobne (zwłaszcza B. australis), jako okrywowe i wykorzystywane są jako lecznicze (zwłaszcza B. alba). B. tinctoria stosowana była jako roślina barwierska (zamiennik indygowca barwierskiego). Baptysje nie są roślinami pastewnymi – nie są zjadane przez zwierzęta udomowione.
Nazwa naukowa utworzona została z greckiego słowa bapto-, báptein oznaczającego „zanurzać” ze względu na zastosowanie tych roślin do barwienia – zanurzanie w barwniku.

## Morfologia
PokrójOkazałe byliny z tęgimi kłączami, czasem o krzaczastym pokroju. Zwykle nagie, rzadziej owłosione.
LiścieO blaszce trójlistkowej lub pojedynczej. Po wysuszeniu czerwieniejące. Przylistki są wolne, zwykle drobne i odpadające.
KwiatyMotylkowe, okazałe, zebrane we wzniesione grona wyrastające szczytowo, rzadziej z kątów liści. Kielich jest trwały, dzwonkowaty, zakończony 4–5 ząbkami, często mniej lub bardziej dwuwargowy. Korony mają różne barwy; są niebieskie, purpurowe, żółte lub białe. Pręcików 10, o wolnych nitkach. Słupek pojedynczy, z górną zalążnią zawierającą liczne zalążki. Szyjka słupka krótka i zagięta, znamię drobne.
OwoceStrąki nieco rozdęte, zawierają nieliczne nasiona (w wyniku aborcji części zarodków).

## Systematyka
Pozycja systematyczna
Jeden z rodzajów plemienia Thermopsideae z podrodziny bobowatych właściwych (Faboideae) z rodziny bobowatych (Fabaceae). Gatunki z tego rodzaju tworzą łatwo mieszańce.
Wykaz gatunków
- Baptisia aberrans (Larisey) Weakley
- Baptisia alba (L.) R.Br.
- Baptisia arachnifera W.H.Duncan
- Baptisia australis (L.) R.Br. – baptysja błękitna[5], bratwa południowa[7]
- Baptisia × bicolor Greenm. & Larisey
- Baptisia bracteata Muhl. ex Elliott
- Baptisia × bushii Small
- Baptisia calycosa Engelm.
- Baptisia cinerea (Raf.) Fernald & B.G.Schub.
- Baptisia × deamii Larisey
- Baptisia hirsuta Small
- Baptisia lactea (Raf.) Thieret
- Baptisia lanceolata (Walter) Elliott
- Baptisia lecontei Torr. & A.Gray
- Baptisia leucophaea Nutt.
- Baptisia megacarpa Chapm. ex Torr. & A.Gray
- Baptisia × microphylla Nutt.
- Baptisia nuttalliana Small
- Baptisia perfoliata (L.) R.Br.
- Baptisia × serenae M.A.Curtis
- Baptisia simplicifolia Croom
- Baptisia sphaerocarpa Nutt.
- Baptisia × sulphurea Engelm.
- Baptisia tinctoria (L.) R.Br. – baptysja barwierska[5], bratwa barwierska, dzikie indygo[7]
- Baptisia × variicolor Kosnik, Diggs, Redshaw & Lipscomb

## Uprawa
Rozmnażane są głównie z nasion, czasem przez podział kłącza, przy czym jednak z powodu głębokiego systemu korzeniowego odradza się je przesadzać. Na ogół dość mrozoodporne i dobrze znoszące susze letnie. Najlepiej rosną w miejscach nasłonecznionych, na glebie neutralnej i przepuszczalnej.